# Тони Ранђеловић
Тони Ранђеловић (Нови Сад, 26. јун 1966) балетски играч, солиста Српског народног позоришта (1987—2017) и директор Балета СНП-а  у периоду од 2017. до 2024. године.

## Биографија
Завршио је Музичку школу „Исидор Бајић” и Државну балетску школу у Новом Саду. Дипломирао је јуна 1986. у класи професорке балета Вере Феле.
Започиње своју балетску каријеру у Српском народном позоришту као стално запослени члан балетског ансамбла 25. августа 1987, да би 2001. постао први солиста.
Већ у првим сезонама (1988/89) игра солистичке улоге и то: Мигуела, тореадора у Дон Кихоту, Лудвига Минкуса, Шпанску игру, соло у Лабудовом језеру, Чајковског, Pas de deux у Жизели, Адолфа Шарла Адама, Насилника у Вечитом младожењи, Зорана Мулића, Андраша u Sh’ma (Слушај), Митра Суботића, Арханђела Михаила у Стварању света, Андреја Петрова, Ивана у Жар птици, Игора Стравинског.
За улогу Краља Милутина у Краљевој јесени, Југослава Бошњака 1994. године добија Годишњу награду СНП-а.
У новембру 2017. обележио је 30 година уметничког рада у СНП-у улогом Китрин отац, у представи Дон Кихот, Лудвига Минкуса (режија и кореографија Ђула Харангозо).
Вршилац дужности директора УЈ Балет постаје марта 2017, а од 1. фебруара 2018. је директор Балета СНП-а.

## Поставке у Српском народном позоришту као директора  Балета СНП

### Целовечерњи балети
- Катарина Измаилова, Рудолф Бручи, 2017.[4]
- Пинокио, Нодар Виторович Чамба, 2018.[5]
- Враголанка, Луј Јозеф Фердинанд Херолд, 2019.[6]
- Охридска легенда, Стеван Христић[7][8]
- Мадам Батерфлај, одабир музике Петер Бројер - копродукција Балета СНП и Еуропа балета, Аустрија[9][10]
- Ана Карењина, Петар Илич Чајковски[11][12][13]
- Копелија, Лео Делиб[11][14][15]
- Отело, Лудвиг ван Бетовен, Антонио Вивалди[16]

### Репертоарске обнове
- Жизела, Адолф Адам[17]
- Дама са камелијама, Ђузепе Верди[18]

### Целовечерњи Гала концерт (Дивертисман)
- Из ризнице балета[19]
- Балетски бисери[20]

## Самостални кореографски рад
- КУД „Радивој Ћирпанов” (Чуруг), Хајдук Станко, 2001.
- Манифестација: Концерт поводом присаједињења - Балетски дует, 2022.
- СНП, опера Кармен, 2022.[21]
- Гала концерт Опере СНП, Шостакович Но. 2 - Љубавни дует, 2023.[22]

## Поставке у Српском народном позоришту као играча

### Балети домаћих аутора
- Дворјани-народ / Орион, Мирослав Штаткић, режија и кореографија Славко Перван (Сарајево); премијера: 12. април 1988;
- Вечити младожења, Зоран Мулић; либрето, кореографија и режија: Лидија Пилипенко (Београд); од сезоне 1988/ 1989;
- Андраш / Sh’ma (Слушај) Митра Суботића Субе; режија и кореографија Суки Џон (Suki John); премијера 26. април 1990;
- Члан ансамбла (1991/1992), Отац (2003/2004) / Алтум силенцијум, Стеван Дивјаковић; режија и кореографија: Златко Микулић (Сарајево); премијера: 6. јун 1992; премијера: (20. новембар 1998).
- Краљ Милутин / Краљева јесен, Југослав Бошњак; либрето, кореографија и режија: Крунислав Симић; премијера: 25. септембар 1993;
- Хаџи Тома / Коштана, Петар Коњовић; либрето, кореографија и режија: Владимир Логунов, премијера: 24. фебруар 2001;
- Отац Дона Ане / Дон Хуан, Борис Ковач; кореограф: Ендру Питер Гринвуд (Andrew Peter Greenwood), редитељ: Омар Абу ел Руб; премијера: 10. новембар 2001.[23][24]

### Балетски класици
- Мигуел / Дон Кихот, Лудвиг Минкус, кореографија и режија: Ико Отрин (Марибор), од сезоне 1988/1989;
- Pas de deux / Жизела, Адолф Шарл Адам; кореографија и режија Милица Јовановић; од сезоне 1989/1990;
- Шпанска игра, соло / Лабудово језеро, Петар Илич Чајковски; кореографија Марио Петипа /Л. Иванов; режија: Константин М. Сергејев, Наталија М. Дудинскаја (Лењинград); од сезоне 1989/1990;
- Атлантида, Мануел де Фаља, Ернесто Халфтер; КПГТ; режија: Љубиша Ристић; кореографија: Нада Кокотовић; премијера: 24. март 1990.
- Арханђел Михаило / Стварање света, Андреј Петров; кореографија и режија: Ико Отрин; премијера 20. април 1991;
- Половецки логор / Кнез Игор — опера, Александар Порфирјевич Бородин; кореограф по Михаилу Фокину Катарина Обрадовић; обновљена премијера: 9. мај 1991;
- Мишеви / Крцко Орашчић, Петар Иљич Чајковски; кореографија и режија: Валериј Ковтун (Кијев); премијера: 21. децембар 1991;
- Шпанска игра, соло / Лабудово језеро, Петар Иљич Чајковски; кореографија Марио Петипа /Л. Иванов, Ф. Лопухов; режија Валериј Ковтун (Кијев); премијера 14. март 1992.
- Песник — Мазурка, оп. 33, бр. 3 / Sylphide (Шопенијана), Фредерик Шопен; кореографију по Михаилу Фокину пренели: Растислав Варга, Леонора Милер Христидис, Јулијана Дутина, Габриела Теглаши Велимировић, 1999;
- Пепељуга, Сергеј Прокофјев
- Момак / Враголанка, Луј Јозеф Фердинанд Херолд; кореографија и режија: Ико Отрин (Марибор); премијера: 3. мај 1986.
- Камиј де Росијон / Весела удовица, Франц Лехар, Ангел Шурев; кореограф и редитељ: Вадим Федотов (Кијев); премијера: 1. март 1996;
- Момак (пет момака) / Коњић Грбоњић, Родион Константинович Шчедрин; кореограф и редитељ: Виктор Литвинов; премијера: 2. октобар 1996;
- Жар птица, Игор Стравински
- Тело, Ариел Рамирез; кореограф: Ендру Питер Гринвуд (Andrew Peter Greenwood); премијера: 20. јануар 2001;
- Новопечени фрајер / Госпођица и хулиган, Дмитриј Дмитријевич Шостакович; кореографија и режија: Виктор Литвинов (Кијев); премијера 28. април 2001;
- Кројач Бек / Макс и Мориц, Ђоакино Росини; кореографија: Петер Маркус (Peter Marcus), адапт. кореограф. Ференц Барбаи (Barbay Ferenc); 2002;
- Тата Евразије / Пипи дуга чарапа, Круно Ципци; либрето, кореографија и режија Ико Отрин; премијера 21. април 2005.
- Лорд Капулет / Ромео и Јулија, Сергеј Прокофјев; либрето, кореографија и режија: Иштван Херцог; премијера: 17. март 2007;
- Други кадет / Бал кадета, Јохан Штраус; кореографију по Дејвиду Лишину пренела: Габриела Теглаши Велимировић; премијера: 26. новембар 1999;
- Концерт за виолину и оркестар у Е-дуру, Јохан Себастијан Бах
- Гала балетско вече, Игор Стравински
- Клеопатра / Базил Полидорис
- Колаж рапсодије Франц Лист
- Франческа од Риминија, П. И. Чајковски
- Китрин отац Лоренцо / Дон Кихот, Лудвиг Минкус; по кореографији Маријуса Петипаa, кореограф и редитељ: Ђула Харангозо (Harangozó Gyula), Мађарска; премијера: 18. децембар 2010.[24][25]

### Учешће у оперским представама
- Гилгамеш, Рудолф Бручи;
- Кнез Игор, Слепи миш, Јохан Штраус;
- Травијата, Ђузепе Верди;
- Кнегиња чардаша, Имре Калман;
- Виолиниста на крову, Џозеф Стејн - Џери Бок
- Кармен (свита), Жорж Бизе - Родион Шчедрин[24]

### Учешће у драмским представама
- Думанске тишине, Слободан Шнајдер
- Аретеј, Мирослав Крлежа; КПГТ Суботица

Са Српским народним позориштем је гостовао по многим местима и градовима у држави, као и у иностранству: Багдад (Ирак), Темишвар (Румунија), Бањалука (Република Српска), Скопље (Македонија), Котор, Херцег Нови, Подгорица (Црна Гора), Сарајево (Босна и Херцеговина).

## Самостална гостовања у земљи и иностранству
Поред рада у СНП-у, Тони Ранђеловић је имао и самостална гостовања:
- Офелија у огледалу, Београд, Атеље 212; са истом представом гостовање на Кипру, 1994;
- Вронски / Ана Карењина, Родион Шчедрин, Национални театар Рим, 1995;[24]

## Сарадње у домену балета
- Током дугогодишње каријере је сарађивао са многобројним балетским педагозима и кореографима из земље и света: Валериј Лагунов, Константин Сергејев, Наталија Дудинскаја, Виктор Литвинов, Вадим Федотов, Р. Албертовић Кљавин, Ференц Барбаи, Иштван Херцог, Ђула Харангозо, Суки Џон, Ендру П. Гринвуд, Валериј Ковтун, Борис Тонин, Стеван Гребелдингер, Славко Перван, Драго Болдин, Ико Отрин, Нада Кокотовић, Милица Јовановић, Крунислав Симић, Владимир Логунов, Добрила Новков, Јулијана Сремац.
- Сарађивао је с редитељима: Миром Ерцег, Душаном Јовановићем, Љубишом Ристићем.
- Као члан жирија заједно са: Ашхен Атаљанц, Милицом Бјелић, Едином Папо, Бахрам М. Јулдашевим учествовао на Другом међународном балетском такмичењу „Костадинка Дина Николић” у организацији Балетске школе „Димитрије Парлић” Панчево које се одржало од 21. до 23. јуна 2019, у Културном центру Панчева. Ово такмичење је једино професионално балетско такмичење које се организује у Србији од стране државних балетских школа поред Републичког такмичења.[26]